# Westwego
Westwego – miasto w Stanach Zjednoczonych, w stanie Luizjana, w parafii Jefferson.